# نيكون F5
نيكون F5 (بالإنجليزية: Nikon F5) هي كاميرا أحادية العدسة عاكسة (SLR) احترافية من إنتاج شركة نيكون اليابانية. أُطلقت في عام 1996، وكانت آخر كاميرا احترافية من سلسلة نيكون F تعتمد بشكل رئيسي على الفيلم قبل الانتقال إلى الكاميرات الرقمية. صُممت لتلبية احتياجات المصورين المحترفين في مجالات مثل الصحافة الرياضية والتصوير الإخباري.

## الميزات
تُعتبر نيكون F5 ثورة في وقتها، حيث جلبت معها:
- سرعة تصوير عالية تصل إلى 8 إطارات في الثانية (مع مصدر طاقة مناسب).

- نظام تركيز تلقائي متقدم متعدد النقاط.

- هيكل من سبائك المغنيسيوم لتحمل الظروف القاسية.

- عداد إلكتروني عالي الدقة مع شاشة LCD علوية وخلفية.

- قياس مصفوفي ثلاثي الأبعاد باستخدام مستشعر RGB بـ1005 بكسل.

- توافق كامل مع عدسات نيكون F-mount (باستثناء بعض العدسات القديمة).

## الاستخدام والانتشار
استخدمت الكاميرا على نطاق واسع من قبل المصورين الصحفيين ومصوري الرياضة والطبيعة. وكان يُنظر إليها على أنها واحدة من أكثر كاميرات الأفلام تقدمًا في عصرها، قبل أن تبدأ الكاميرات الرقمية في الهيمنة على السوق الاحترافي.

## التاريخ
تم استبدال نيكون F5 بالكاميرا نيكون F6 في عام 2004، والتي واصلت إرث سلسلة F لكنها صدرت في وقت كانت الكاميرات الرقمية قد بدأت بالهيمنة. لا تزال F5 تحظى بشعبية بين هواة التصوير بالأفلام بسبب متانتها وأدائها المتميز.